# أليخاندرو بلانكو
أليخاندرو بلانكو (بالإسبانية: Alejandro Blanco) هو مسير رياضي إسباني، ولد في 9 أكتوبر 1950 في أورينسي في إسبانيا.

## روابط خارجية
- أليخاندرو بلانكو على موقع أوليمبيديا (الإنجليزية)